# Saṃsāra (budismo)

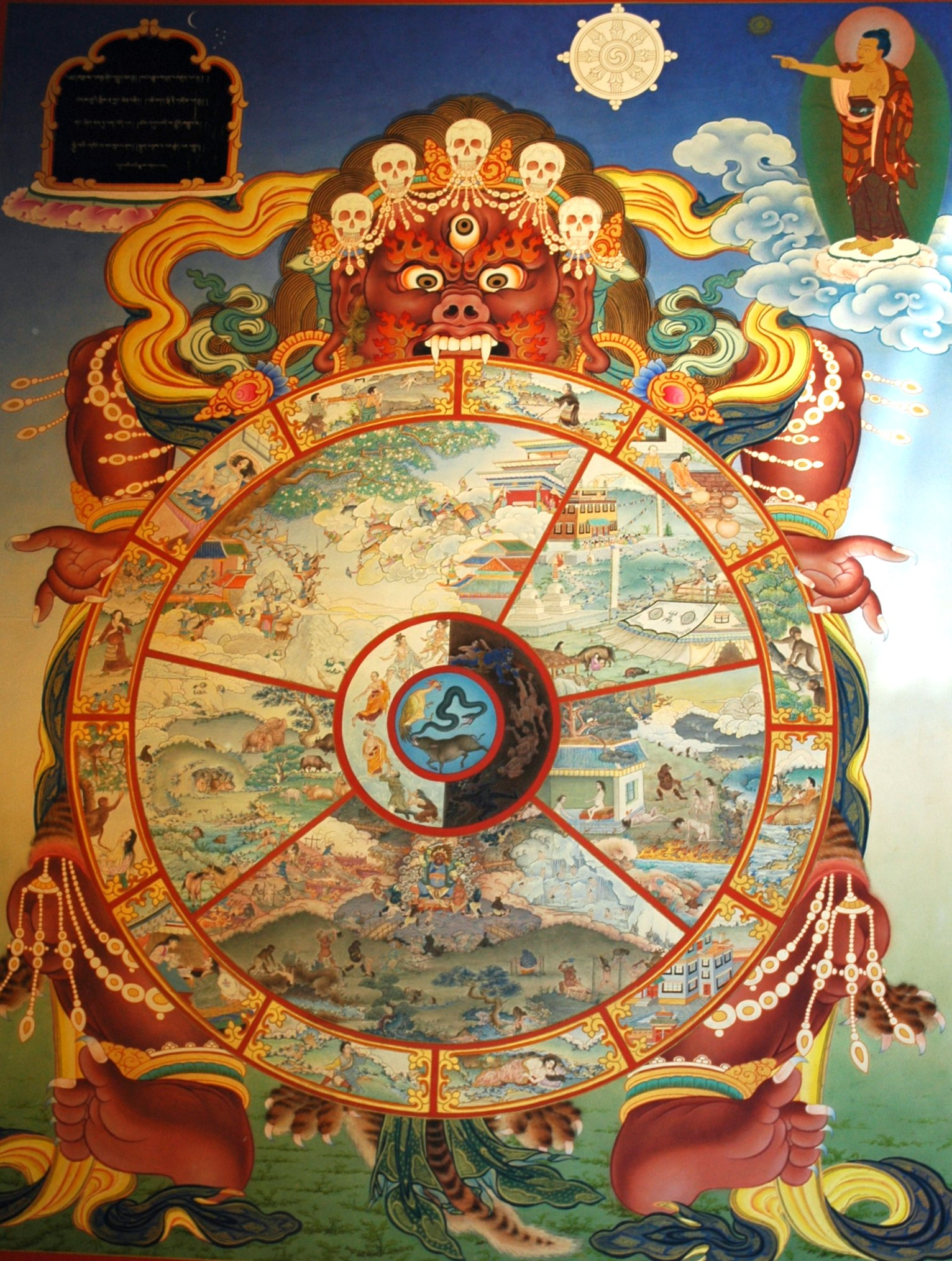
Un thangka (pintura mural) que muestra el bhavacakra (el círculo de la vida) con los cinco antiguos reinos cíclicos del saṃsāra (ciclo de reencarnación) en la cosmogonía budista. Los textos medievales y contemporáneos suelen describir seis vías de reencarnación.

El saṃsāra (en sánscrito y pali) en el budismo es el ciclo de repetidos nacimientos, existencias mundanas y muertes. Se considera que el samsara es sufrimiento (sánscrito: duḥkha; pāli: dukkha), o generalmente insatisfactorio y doloroso. Se perpetúa por el deseo, la ignorancia (sánscrito: avidyā; pāli: avijjā), el karma y la sensualidad resultantes.
Las transmigraciones ocurren en seis vías de reencarnación, a saber, tres reinos buenos (el celestial, el semidiós, el humano) y tres reinos malvados (el animal, los fantasmas, el infierno). El saṃsāra termina cuando un ser alcanza el nirvāṇa, que es la extinción del deseo y la adquisición de una verdadera visión de la naturaleza de la realidad como impermanente y no-yo.